# 司马辽太郎
司马辽太郎（日语：／ Shiba Ryōtarō，1923年8月7日—1996年2月12日）本名福田定一（日语：／ Fukuda Teiichi），大阪人，是日本小说家。专攻历史小说。笔名司马辽太郎是文學方面「远不及司马迁」的意思。获认为是日本大众文学的巨匠，也是日本国民中最受欢迎的作家，获认为是中流砥柱般的人物。
司馬遼太郎最重要的文學成就在描寫江戶末期的歷史小說。透過他筆下描寫出來的人物如坂本龍馬等，如今已成為時代劇裡反覆傳誦的典型。司馬筆下的人物在那個幕藩制度崩潰的時代裡，一面承傳著根深柢固的傳統，一面對嶄新的未來抱持著光明的想望。評者認為這樣的性格呼應著日本人一个世紀以來面對現代化與傳統時的心情，也是司馬的小說歷久不衰的原因。

## 生平
- 1923年 - 8月7日、大阪市浪速区西神田出生。
- 1930年 - 大阪市立難波塩草尋常小学校入学。
- 1936年 - 私立上宮中学校（現在的上宮高等学校）進学。
- 1940年 - 上宮中畢業。
- 1941年 - 大阪外國語学校（新制大阪外國語大学的前身、現在的大阪大学外國語学部）[1]蒙古語科入学。
- 1943年 - 大阪外國語学校畢業。兵庫縣加古郡（現在的加古川市）戰車第19連隊入營。
- 1944年 - 分配到滿洲戰車第1連隊。
- 1945年
  - 本土防衛、第12方面軍第36軍戰車第1師団戰車第1連隊副小隊長、分配到栃木縣佐野市直到日本投降。
  - 加入新世界新聞社。
- 1946年 - 加入新日本新聞社。成為京都支社社員。
- 1948年
  - 2月、新日本新聞社破産。
  - 5月、加入產業經濟新聞社、成為京都支局社員。
  - 6月、福井地震發生。雖然是新人但是作為應援記者赴福井採訪。
- 1950年 - 初婚。同年的金閣寺放火事件、從住持等揭發罪犯的動機。
- 1952年 - 長子出生。
- 1954年 - 離婚。長子被托付給父母家的福田家。
- 1956年 - 短篇小説「波斯國的魔法師」獲第八屆講談社俱樂部獎、從此登上文壇。
- 1959年 - 與松見みどり結婚。
- 1960年 - 小說『梟之城』獲第四十二屆直木賞。
- 1961年 - 退出產經新聞社。專心一意從事寫作。
- 1964年 - 移居大阪府布施市下小阪（現在的東大阪市下小阪）。
- 1966年 - 小說『龍馬來了』『盜國物語』獲第十四屆菊池寬獎。
- 1981年 - 成為日本藝術院会員。
- 1986年 - 就任財團法人大阪國際児童文学館理事長（-1990年）。
- 1991年 - 獲得文化功勞者。
- 1993年 - 獲得文化勳章[2]。
- 1996年
  - 2月12日、腹部大動脈瘤破裂、國立大阪病院去世。享壽72歲。墓所位於京都市東山区。
  - 3月4日、成為東大阪市名誉市民。
  - 11月1日、（財）司馬遼太郎記念財團成立。
- 1998年 - 從本年開始、毎年的『油菜花忌』頒獎司馬遼太郎獎。
- 2001年 - 11月1日、司马辽太郎纪念馆開館。

## 人物與特色
- 父親福田是藥劑師，本身是次男，而他的哥哥在2歲時早逝，另外還有一個姊姊、一個妹妹。
- 本身不喜歡學校，小時候被稱惡童。個性不是很開朗的一個人。母親娘家附近有很多古墳，所以會撿很多土器、箭頭。少年時期很嚮往中國的馬賊，日後在二戰時期，擔任戰車隊小隊長，也算圓夢。
- 1940年在舊大阪高校、舊弘前高校的考試不及格，1942年進入舊大阪外國語學校(新制的大阪外國語大學前身，現在大阪大學外語系)。
- 1943年11月因「學徒出陣」(學生兵)而從大阪外國語學校肄業(次年9月正式畢業)，後在兵庫縣加東郡河合村青野原進入戰車隊第十九連隊。在部隊中罕見地成立「俳句之會」。1944年4月進入滿洲四平的四平陆军战车学校（日语：四平陸軍戦車学校），12月畢業。由於出身文科，對戰車與機械一竅不通，中間還因為無法啟動戰車、冒出白煙而大叫「救救我！」還有碰觸戰車電流，用手斧把電線切斷等事情。由於成績不好，沒有派駐前線，這是生死之分。畢業後發派滿洲牡丹江久留米戰車第一連隊第三中隊第五小隊隊長。1945年為了日本本土決戰，歷經新潟縣、最後分派到栃木縣佐野市，到日本投降時位居陸軍少尉。而他的同学则随战车学校校长池田末男（日语：池田末男）大佐的战车第11联队派往千岛群岛东北端的占守岛，1945年8月18日与武装登陆的苏联红军爆发激战，伤亡惨重，池田本人也在率部冲锋时阵亡。司马对池田校长平易近人的品格和身先士卒的作风非常崇敬，时至四十余年后仍将他作为模范反省自身[3]。
- 日本戰敗時期，22歲的司馬遼太郎曾說「日本為何打這一場笨仗？什麼時候日本人變得這麼笨？」在佐野的戰敗經驗，成為他後來作家生涯中思考的原點。
- 由於善於言談與聽講，有「座談名手」之稱，對談集也出版很多本。
- 認人的能力很強，據說他出身地與祖先也有這種能力，經常讓周圍的人非常驚訝。
- 是女演員中村玉緒的影迷，認為其儀態很美。
- 跟台灣前總統李登輝是學徒出陣的同期，李登輝也是他的書迷。在台灣紀行一書取材之際，跟李登輝對談過「生為臺灣人的悲哀」。[4]
- 司马去世后每年举行“油菜花忌研讨会”（菜の花忌シンポジウム），通常司马生前好友古屋和雄担任主持人，并邀请数名嘉宾参会。[5][6]

## 人物印象的影響
司馬的作品歷久不衰，又多次被改編成影視作品。由於織田信長、豐臣秀吉、德川家康、西鄉隆盛等人物在許多作品中多次登場的緣故，現代日本人對於這些人物的印象，可說受司馬的小說影響很大。
同時，像幕末的越後長岡藩家臣之長河井繼之助這類原本被忽略的人物能在民眾之間口耳相傳，很明顯地是受到司馬小說的影響。江戶時代的商人高田屋嘉兵衛、幕末的軍政家大村益次郎、幕末明治的政治家江藤新平等，在司馬小說以外不太為人所提及的人物，由於司馬小說的緣故知名度得到提高。也可說人們對於「身為司馬作品登場人物的他們」的喜愛，猶勝於「身為歷史人物的他們」。

## 油菜花祭
在司马辽太郎忌日2月12日这一天，每年举办“油菜花祭”来表示对他的纪念，并举行研讨会。研讨会通常在东京或大阪举行，由司马辽太郎生前的友人，文化学园教授古屋和雄担任固定主持，并邀请历史学家和文学家参会。

## 主要作品
- 《梟之城》（1959年9月）－安土桃山時代－受命暗殺豐臣秀吉的伊賀忍者葛籠重藏
- 《風之武士》（1961年5月）－江戶時代末期－伊贺同心的后裔、柘植信吾作為主人公的傳奇小说
- 《戰雲之夢》（1961年8月）－江戶時代－長宗我部盛親
- 《風神之門》（1962年12月）－安土桃山時代－真田十勇士的霧隠才蔵 (台灣譯名：《風神之門》德華出版、《忍者影法師》武陵出版)
- 《龍馬來了》（1963 - 66年）-幕末－坂本龍馬、中岡慎太郎(台灣譯名：《坂本龍馬》八冊 成陽出版社、《龍馬行》八冊 遠流出版)
- 《燃燒吧～劍》（1964年3月）－幕末～明治維新－土方歲三
- 《尻啖え孫市》（1964年12月）－安土桃山時代－率領鐵炮（火槍）眾與織田信長抗衡的雜賀孫市
- 《新撰組血風錄》（1964年4月）－幕末～明治維新－新撰組(遠流出版 高詹燦譯)
- 《功名十字路口》（1965年6、7月）－安土桃山時代－山內一豐的賢妻千代
- 《盜國物語》（1965年11月 - 66年7月）－战国时代－齋藤道三、織田信長
- 《北斗的人》（1966年11月）-千葉周作
- 《俄 浪華遊侠傳》（1966年7月）－幕末－侠客明石屋万吉
- 《關原》（1966年10 - 12月）－關原之戰－島左近・石田三成、徳川家康(台灣譯名:《關原之戰》三冊 遠流出版)
- 《第十一個志士》（1967年2月）－幕末－架空歷史小說
- 《最後的將軍》（1967年3月）－幕末－德川慶喜
- 《殉死》（1967年11月）－日俄戰爭－乃木希典
- 《夏草賦》（1968年1月）－安土桃山時代－長宗我部元親
- 《新史太閤記》（1968年1月）－安土桃山時代－豐臣秀吉
- 《義經》（1968年5月）－平安時代－源義經
- 《峠》（1968年10月）－幕末－河井繼之助
- 《宮本武蔵》（1968年）－江戸時代初期－宮本武藏
- 《坂上之雲》（1969年4月－1972年9月）－日俄戰爭－秋山好古、秋山真之、正岡子規
- 《妖怪》（1969年5月）－室町時代
- 《大盜禪師》（1969年7月）－由比正雪、鄭成功。大濤禅師的幕府顛覆・明帝国再興的企圖、以主人公浦安仙八為中心的幻想小説。
- 《歲月》（1969年11月）－幕末～明治維新－江藤新平
- 《世に棲む日日》（1971年5－7月）－幕末～明治維新－高杉晉作、吉田松蔭
- 《城塞》（1971－72年）－江戶時代－大坂冬之陣、大坂夏之陣、小幡景憲
- 《花神》（1972年8月）－幕末～明治維新－大村益次郎
- 《霸王之家》（1973年10月）－安土桃山時代－徳川家康
- 《播磨灘物語》（1975年6－8月）－安土桃山時代－黑田官兵衛
- 《宛如飛翔》（1975－76年）－明治維新～西南戰爭－西鄉隆盛、大久保利通、川路利良、桐野利秋
- 《空海的風景》（1975年10月）－平安時代－空海
- 《蝴蝶夢》（1979年7－10月）－幕末－司馬凌海、松本良順
- 《項羽和劉邦》（1980年6月－8月）－中國歷史的秦朝－項羽、劉邦
- 《油菜花的海岸》（1982年6－11月）－江戶時代－高田屋嘉兵衛
- 《箱根之坂》（1984年4－6月）－室町時代－北条早雲
- 《韃靼疾風錄》(又译《韃靼风云錄》)（1987年10、11月）－明末清初－通過日本人桂庄助的視角描寫這段歷史。

## 影视作品

### 电影
- （1961年、監督：春原政久、原作「十日菊」）
- 忍者秘帖 梟之城（1963年、監督：工藤榮一）
- 新選組血風錄 近藤勇（1963年、監督：小澤茂弘）
- 暗殺（1964年、監督：篠田正浩、原作「幕末」）
- 風之武士（1964年、監督：加藤泰）
- （1965年、監督：舛田利雄）
- 強盜排名（1966年、監督：池廣一夫、原作「盗賊與奸細」）
- 燃燒吧～劍（1966年、監督：市村泰一）
- （1969年、監督：三隅研次）
- 隱身的衆人（1970年、監督：森一生、原作「伊賀的四鬼」）
- 梟之城（1999年、監督：篠田正浩）
- 御法度（1999年、監督：大島渚）
- 關原之戰（2017年、監督：原田真人）
- 燃燒吧～劍（2021年、監督：原田真人）
- 峠最後的武士（2022年、監督：小泉堯史）

### 电视剧
- 新選組血風録
  - 新撰組血風錄（連續劇 1965年 制作NET 主演：栗塚旭、島田順司）
  - 新撰組血風錄（連續劇 1998年 朝日電視台 主演：渡哲也）
  - 新撰組血風錄（連續劇 2011年 NHK 主演：永井大）
- 龍馬來了
  - NHK大河劇（1968年 NHK 主演：北大路欣也）
  - 12小時超wide時代劇（1982年 東京電視台 主演：萬屋錦之介）
  - TBS大型時代劇特別節目（1997年 TBS 主演：上川隆也）
  - 新春wide時代劇（2004年 東京電視台40周年台慶 主演：市川染五郎）台灣播出譯名：《時代英雄傳》
- 燃燒吧～劍（連續劇1970年　製作：NET（現：朝日電視台）・東映京都電視台 主演：栗塚旭）
- 盜國物語
  - 盜國物語（1973年 NHK大河劇 主演：平幹二朗）
  - 新春wide時代劇（2005年 東京電視台 主演：北大路欣也）
- 花神（1977年 NHK大河劇 主演：中村梅之助）
- 風神之門（1980年 NHK水曜時代劇 主演：三浦浩一）
- 關原（1981年 TBS30周年台慶 主演：森繁久彌）
- 宛如飛翔（1990年 NHK大河劇 主演：西田敏行）
- 德川慶喜（1998年 NHK大河劇 原作「最後的將軍 徳川慶喜」 主演：本木雅弘）
- 完全的道頓、與秀吉爭奪女人的男人（1999年）
- 蒼天之夢〜松陰和晋作・新世紀的挑戦〜（2000年 NHK正月時代劇 原作「歷史控你好（握手）」 主演：中村橋之助）
- 油菜花的海岸（2000年 NHK電視劇 主演：竹中直人）
- 功名十字路口
  - 戰國夫婦物語『功名十字路口』（1966年 NET（現：朝日電視台） 主演：團令子、三橋達也）
  - 司馬遼太郎的功名十字路口（1997年 朝日電視台・東映 主演：檀富美、宅麻伸）
  - 功名十字路口（2006年 NHK大河劇 主演：仲間由紀惠）
- 坂上之雲（NHK特別電視劇 2009年秋〜2011年秋播放 主演：本木雅弘、阿部寛、香川照之）

### 影視形象
| 年分 | 作品        | 演員   |
| ---- | ----------- | ------ |
| 2019 | 幻術 (電影) | 米七偶 |

## 外部連結
- （日文）司馬遼太郎記念館（页面存档备份，存于）
- （日文）姫路文学館司馬遼太郎記念室
- （英文）Ryotaro Shiba, 72, Historical Novelist（页面存档备份，存于）New York Times（1996年2月16日）
- （中文）司馬遼太郎作品集（好讀網站）（页面存档备份，存于）
- 司馬遼太郎著、江靜芳譯【最後的將軍——德川慶喜】（繁體中文版．全文閱讀）